# Ponte del Diavolo (Andermatt)
Il ponte del Diavolo (in tedesco Teufelsbrücke) è un ponte situato nel Canton Uri. Il ponte del Diavolo è un collegamento con due montagne, a cui è connessa una catena montuosa chiamata Schöllenen, in Svizzera. La leggenda del ponte narra che non avrebbe potuto essere finito senza l'aiuto del diavolo..